# Myrciaria puberulenta
Myrciaria puberulenta är en myrtenväxtart som beskrevs av Bruce K. Holst. Myrciaria puberulenta ingår i släktet Myrciaria och familjen myrtenväxter. Inga underarter finns listade i Catalogue of Life.